# Sozialverband Deutschland
Der Sozialverband Deutschland e. V. (SoVD) ist ein sozialpolitischer Interessenverband, der sich für die Stärkung der sozialen Rechte einsetzt.
Gegründet am 23. Mai 1917 unter dem Namen Bund der Kriegsteilnehmer und Kriegsbeschädigten in Berlin erfolgte 1918 die Umbenennung in Reichsbund der Kriegsbeschädigten und Kriegsteilnehmer. Der Reichsbund beschloss angesichts der Machtübertragung am 30. Januar 1933 an die Nationalsozialisten zum 29. April 1933 die Selbstauflösung, um einer drohenden politischen Gleichschaltung – d. h. der Eingliederung in einen NS-Verband – zu entgehen.
Nach dem Zweiten Weltkrieg und Holocaust wurde am 29. November 1946 der Sozialverband Reichsbund in Hamburg ins Leben gerufen und am 23. Mai 1947 neu gegründet. Zum 4. Januar 1964 wurde die Bundesgeschäftsstelle von Hamburg in die damalige Bundeshauptstadt Bonn verlegt.
Zum 9. November 1995 erfolgte die Bekanntgabe des neuen Namens Sozialverband Reichsbund e. V. und zum 7. Oktober 1999 die Umbenennung in Sozialverband Deutschland e. V. Zum 1. Juli 2000 wurde die Bundesgeschäftsstelle von Bonn nach Berlin verlegt.
Präsident des SoVD war Adolf Bauer. Er hatte das Amt seit dem 15. Oktober 2003 inne und wurde am 9. November 2019 von den Delegierten der 21. Bundesverbandstagung mit großer Mehrheit für weitere vier Jahre an die Spitze des Verbands gewählt. 2022 ist Adolf Bauer zurückgetreten und die hauptamtliche Funktion der Vorsitzenden des Bundesvorstands wurde neu geschaffen. Im Übergang amtierte Alfred Bornhalm für ein Jahr als letzter ehrenamtlicher Präsident des Verbandes. Zur ersten Vorstandsvorsitzenden wurde zum 1. September 2022 Michaela Engelmeier berufen. 2023 hat sich der SoVD organisatorisch und strategisch neu ausgerichtet und eine neue Satzung beschlossen. Zwei hauptamtliche Vorstände führen jetzt den Bundesverband. An die Seite von Michaela Engelmeier rückte von Februar bis September 2024 gleichberechtigt Matthias Neiß, seit Dezember 2024 bildet Sandra Fehlberg gemeinsam mit Michaela Engelmeier die Doppelspitze des Verbands. Den Vorständen stehen der Verbandsrat und die Bundeskonferenz als ehrenamtliche Gremien zur Seite.

## Aufgabe und Ziel
Der Verband vertritt die Interessen der gesetzlich Rentenversicherten, der gesetzlich Krankenversicherten sowie der pflegebedürftigen und behinderten Menschen gegenüber der Politik. Der Verband setzt sich für soziale Gerechtigkeit und für den Erhalt und den Ausbau der sozialen Sicherungssysteme ein. Der SoVD ist gemeinnützig und parteipolitisch unabhängig.
Seinen Mitgliedern bietet der Verband sozialrechtliche Beratung in Fragen der gesetzlichen Renten-, Kranken-, Pflege-, Unfall- und Arbeitslosenversicherung sowie in Fragen des Behindertenrechts, der Grundsicherung, des Arbeitslosengeldes II und der Sozialhilfe. Der SoVD vertritt Mitglieder in Klageverfahren vor den Sozialgerichten und führt in grundsätzlichen Fragen Musterklagen vor den Sozialgerichten.

## Zahlen
Sitz des Verbandes ist seit 2003 Berlin. Für den SoVD sind bundesweit 20.000 ehrenamtliche Kräfte und rund 700 hauptamtliche Mitarbeiter tätig. Der SoVD ist in rund 3.000 Landes-, Kreis- und Ortsverbände gegliedert. Die Gesamt-Mitgliederzahl beträgt derzeit 570.000.

## Geschichte

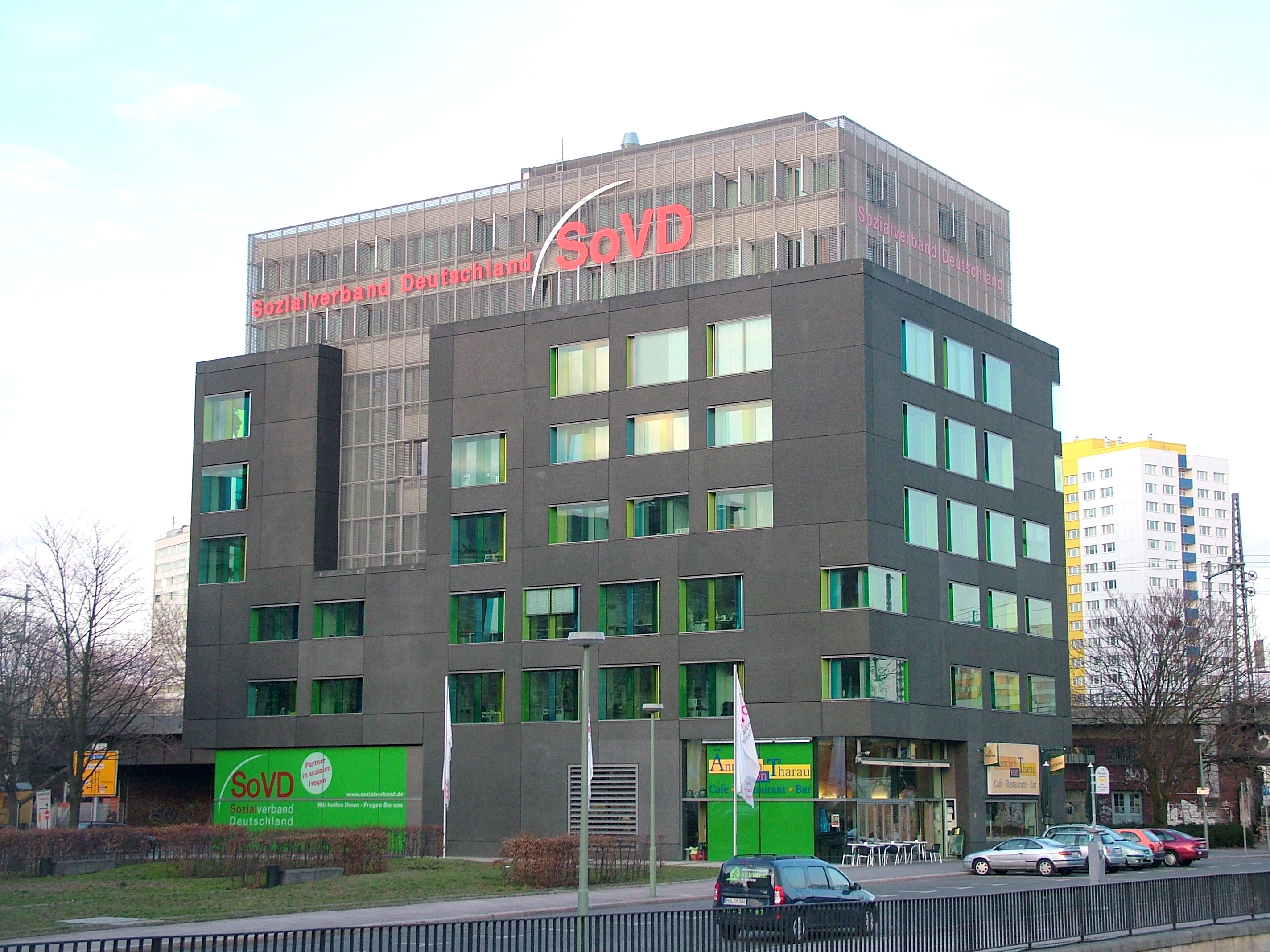
Die Bundesgeschäftsstelle in Berlin

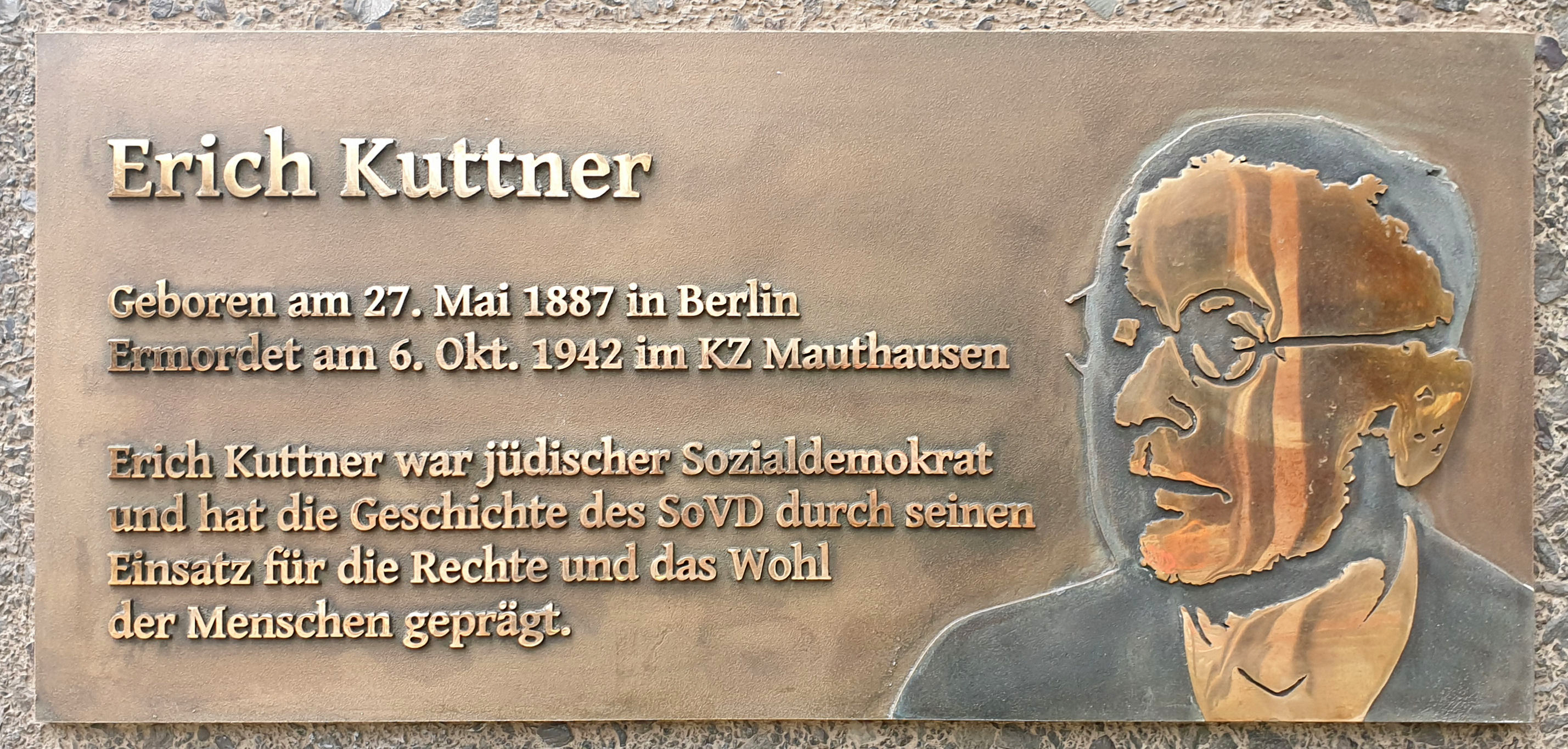
Gedenktafel am der Bundesgeschäftsstelle in Berlin

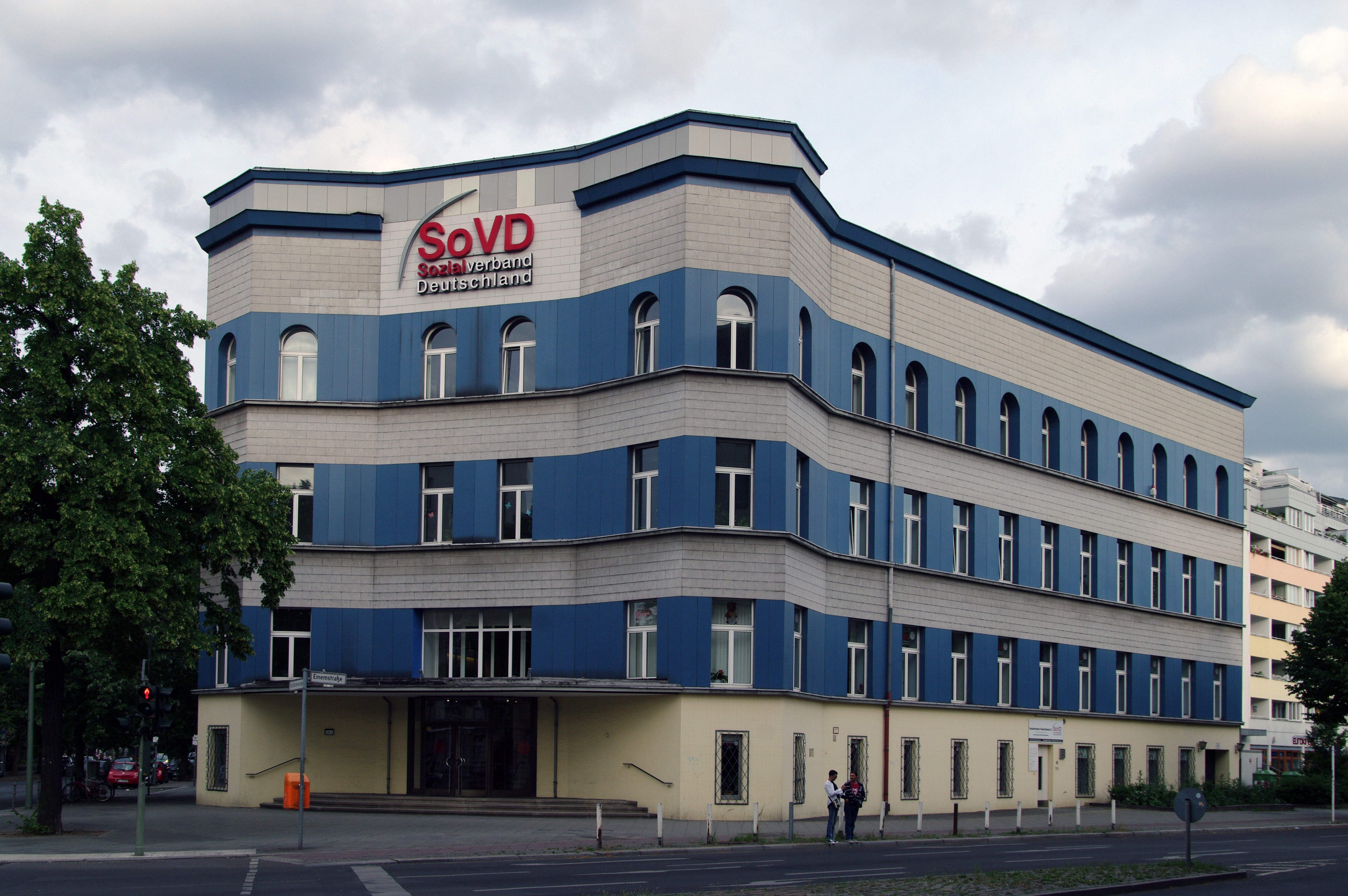
Die Geschäftsstelle des Landesverbandes Berlin 2011

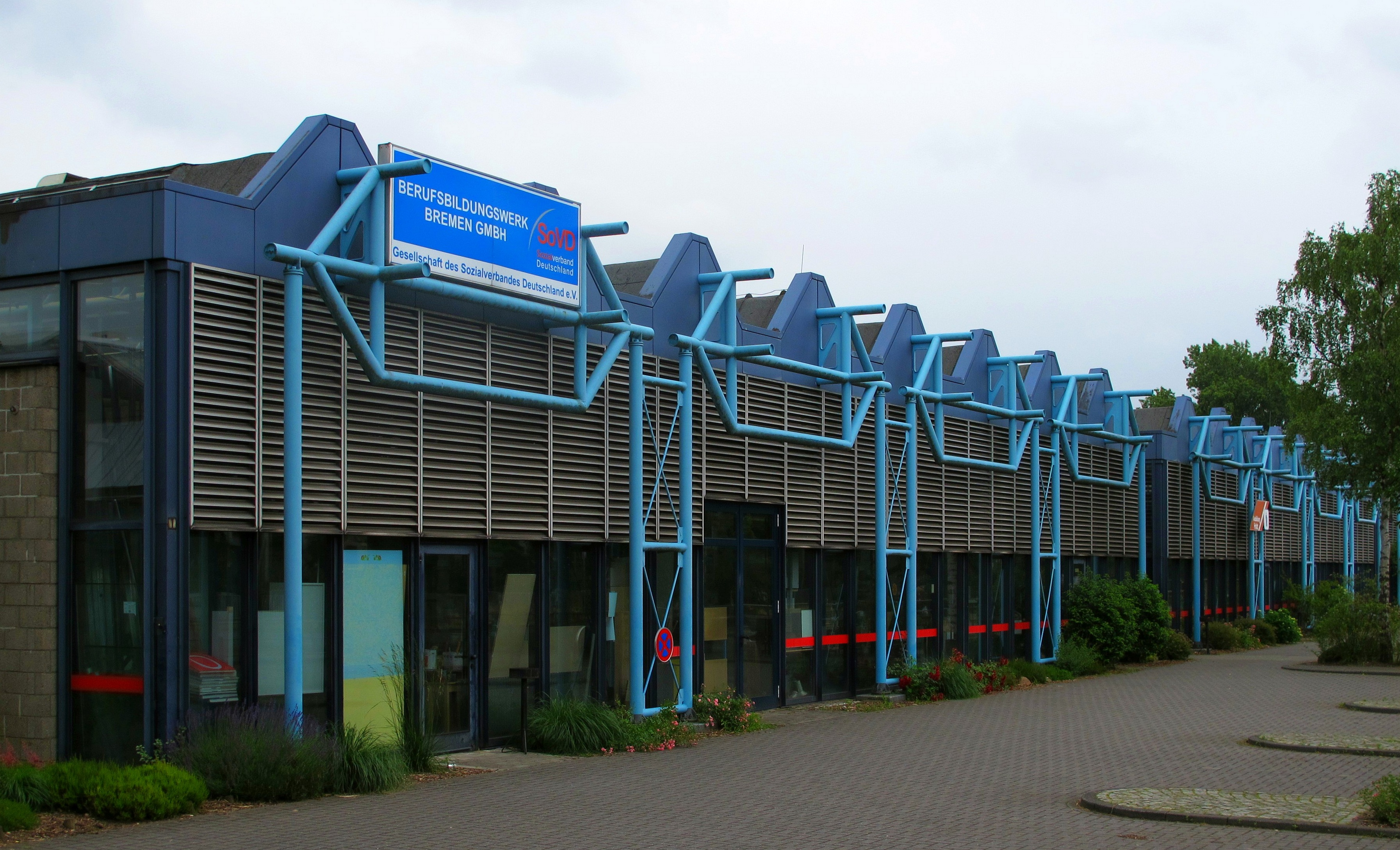
Berufsbildungswerk in Bremen

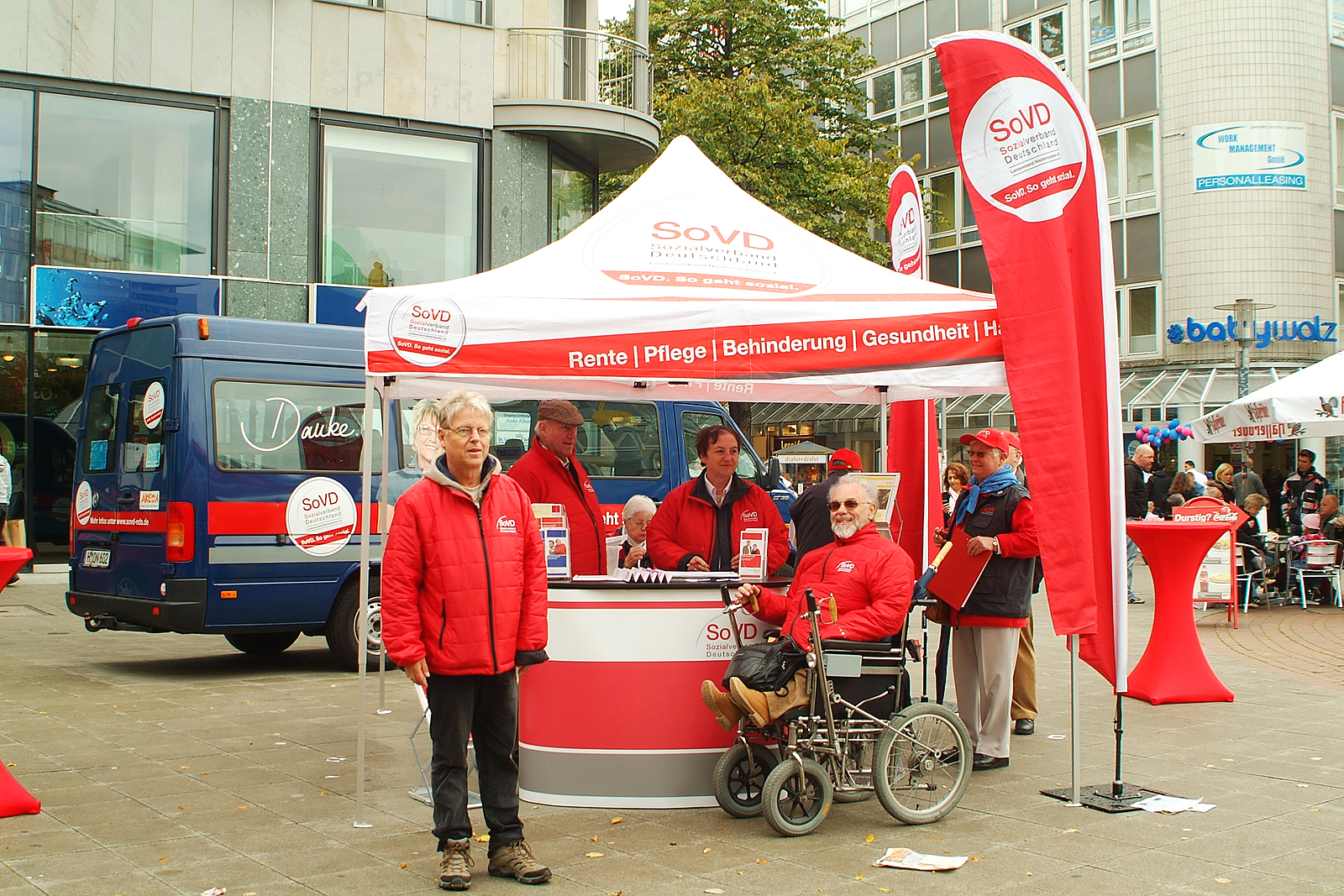
Infostand unter dem Motto „So geht sozial“ mit den Themen Rente, Pflege, Behinderung, Gesundheit, Hartz IV; hier als Teil des Aktionsbündnisses UMfairTeilen

Der Verband wurde am 23. Mai 1917 unter dem Namen Bund der Kriegsteilnehmer und Kriegsbeschädigten in der Lindenstraße 114 in Berlin gegründet, um erstmals die Versorgungsansprüche der Kriegsopfer des Ersten Weltkriegs und ihrer Hinterbliebenen durchzusetzen. Weitere Forderungen waren ein rechtlicher Beschäftigungszwang zugunsten Schwerbeschädigter, die Reform des Militärrentenwesens sowie eine Politik, die Kriege verhüten sollte. 1918 erfolgte die Umbenennung in Reichsbund der Kriegsbeschädigten und Kriegsteilnehmer. Mitbegründer und Vorsitzender war bis 1919 der sozialdemokratische Politiker Erich Kuttner. Er wurde gemeinsam mit dem Gewerkschafter Richard Heckmann zum gleichberechtigten Vorsitzenden gewählt. Beisitzer waren Vorwärts-Redakteur Ernst Heilmann und der Reichstagsabgeordnete Georg Davidsohn von der USPD. Viele der Gründerväter, unter anderem Hugo Mengel, kamen aus der Arbeiterbewegung und gehörten sozialdemokratischen Parteien und Gewerkschaften an. Der Reichsbund war aber parteipolitisch neutral. Seit 15. Januar 1919 können auch Frauen Mitglied werden. 1922 gehörten 830.000 Mitglieder dem Reichsbund an. Am 4. September 1924 erfolgte die Gründung der späteren gemeinnützigen Reichsbund Wohnungsbau- und Siedlungsgesellschaft. Von 1924 bis 1933 befand sich die Zentrale in der Stralsunder Straße in Berlin. Mit 100.000 Mitgliedern in 750 Ortsgruppen konnte der Verband in der Weimarer Republik wichtige Sozialgesetze mitgestalten, auf denen noch heute die Sozialgesetzgebung basiert.
Im Jahr der Machtübertragung an die Nationalsozialisten beschloss der Reichsbund zum 29. April 1933 die Auflösung seiner Organisation, weil ein aktiver Widerstand gegen die Diktatur Hitlers aussichtslos erschien. Mit diesem Schritt entzog sich der Reichsbund der weitgehenden Gleichschaltung von Politik, Wirtschaft, Kultur, Verwaltung und Verbänden. Diese Entscheidung ermöglichte 1946 einen unbelasteten und glaubwürdigen Neubeginn. Am 29. November 1946, nachdem die Vorbehalte der britischen Besatzungsmacht gegen Kriegsopferorganisationen ausgeräumt waren, wurde der Sozialverband Reichsbund in Hamburg ins Leben gerufen und am 23. Mai 1947 neu gegründet. Zum 4. Januar 1964 wurde die Bundesgeschäftsstelle von Hamburg in die damalige Bundeshauptstadt Bonn verlegt. 1972 wird die „Jugend im Reichsbund“, der Jugendverband gegründet. Am 1. September 1978 erfolgte die Inbetriebnahme des Berufsbildungswerkes Bremen. Am 17. Dezember 1982 eröffnete das behindertengerechte Hotel Mondial am Kurfürstendamm in Berlin. Am 30. Mai 1983 folgte die Eröffnung der Behindertenwerkstatt in Witten.
1988 geriet der Verband wegen des Hotelbaus sowie u. a. auch wegen gefälschter Mitgliederzahlen in finanzielle Probleme. Es drohte nach Informationen des 'Spiegels‘ die Aberkennung der Gemeinnützigkeit und eine Steuernachforderung in zweistelliger Millionenhöhe. Von den 769.000 Mitgliedern laut dem Bundesanzeiger soll tatsächlich nur rund die Hälfte vorhanden gewesen sein. Hohe Mitgliederzahlen wirkten sich beispielsweise auch bei der Besetzung von ehrenamtlichen Richtern beim Bundessozialgericht und beim Rundfunkrat des WDR aus, die jeweils von einem Mitglied des Reichsbundes besetzt waren. Der langjährige Vorsitzende Hermann Meyer trat „aus gesundheitlichen Gründen“ zurück, sein Nachfolger wurde Hermann Salomonson. Die Vorstandswahlen wurden kurzzeitig gerichtlich blockiert, da die Gemeinnützigkeit überprüft werden musste. Der Reichsbund hatte satzungswidrig Mittel für den Bau des verbandseigenen Hotels Mondial in West-Berlin zur Verfügung gestellt, das im Dezember 1982 eröffnet wurde. Deren Finanzierung war vom Land Berlin und der Stiftung Deutsche Klassenlotterie Berlin mit 15,3 Millionen DM unterstützt worden. Diese stellten Regressansprüche, da sie über die Liquidität des Verbandes getäuscht wurden.
Am 9. September 1991 erfolgte die Inbetriebnahme des Berufsbildungswerkes Stendal. Zum 9. November 1995 erfolgte die Bekanntgabe der offiziellen Kurzfassung Sozialverband Reichsbund e. V. und zum 7. Oktober 1999 die Umbenennung in Sozialverband Deutschland e. V.
Zum 1. Juli 2000 wurde die Bundesgeschäftsstelle von Bonn nach Berlin verlegt. 2012 schloss sich der SoVD dem Bündnis Umfairteilen an.

## Verbandsname
Die sozialpolitischen und politischen Veränderungen spiegeln sich in den Änderungen des Verbandsnamens. Von 1933 bis 1945 war der Verband verboten. Der Verband führt ein umfangreiches Archiv, auch über die Vorgänger-Organisationen.
- 1917 wurde der Verband als Bund der Kriegsteilnehmer und Kriegsbeschädigten in Berlin gegründet.
- 1919 wurde er in Reichsbund der Kriegsbeschädigten, Kriegsteilnehmer und Kriegerhinterbliebenen umbenannt.
- 1946 gründete sich der Reichsbund der Körperbeschädigten, Sozialrentner und Hinterbliebenen. Da die Besatzungsmächte eine Organisation ehemaliger Soldaten in größerem Maße ablehnten, wurde ein neuer Name für den Verband gewählt.
- 1949 nach der Gründung der Bundesrepublik Deutschland benannte er sich in Reichsbund der Kriegs- und Zivilbeschädigten, Sozialrentner und Hinterbliebenen um.
- 1974 nahm der Reichsbund die aktuellen sozialpolitischen Begriffe in seinen Namen auf und bezeichnete sich nun als Reichsbund der Kriegsopfer, Behinderten, Sozialrentner und Hinterbliebenen. Geschäftsführer und Beigeordneter war Wilhelm Detrois (* 1920[17]).
- 1987 vervollständigte man im Namen den vertretenen Personenkreis und nannte sich nun Reichsbund der Kriegs- und Wehrdienstopfer, Behinderten, Sozialrentner und Hinterbliebenen.
- 1995 erfolgte die Umbenennung in Sozialverband Reichsbund.
- 1999 wählte man als neuen Namen Sozialverband Deutschland (SoVD) mit dem Zusatz ehemals Reichsbund, gegründet 1917.

## Verbandspräsidenten seit 1946
- 1946–1961: Paul Neumann
- 1961–1979: Rudolf Kleine
- 1979–1988: Hermann Meyer
- 1988–1990: Sophie Goetzke und Hermann Salomonson (beide kommissarisch)
- 1990–1996: Walter Franke
- 1997–2001: Hans Fiedler
- 2001–2003: Peter Vetter
- 2003–2022: Adolf Bauer
- 2023       Alfred Bornhalm

## Bekannte Mitglieder und Funktionäre
- Spirituosenfabrikant Friedrich Berentzen (1928–2009) war über 55 Jahre Mitglied im Reichsbund bzw. Sozialverband Deutschland.
- Eugen Glombig (1924–2004) war von 1948 bis 1969 als Fachreferent für Sozialrecht in der Bundeszentrale des Reichsbundes der Kriegsopfer, Behinderten, Sozialrentner und Hinterbliebenen tätig.
- Klaus Michaelis (* 1944) ist seit 2005 ehrenamtlich beim Sozialverband Deutschland tätig.
- Der Hochstapler Gert Postel (* 1958) bekleidete vier Wochen lang eine leitende Position im Rehabilitationszentrum beim Berufsbildungswerk des Bremer Reichsbundes
- Kurt Schumacher (1895–1952) trat 1917 in den SPD-nahen Bund der Kriegsteilnehmer und Kriegsbeschädigten ein. Sein Mitgliedsausweis trug die Nummer 116 einer Organisation, die bereits 1920 über 650.000 Mitglieder hatte.
- Margitta Terborg (* 1941), Politikerin (SPD)
- Heino Wiese (* 1952), Politiker (SPD)
- Wolfgang Wodarg (* 1947), Internist, Sozial- und Umweltmediziner sowie Politiker (dieBasis, vorher SPD), seit 2010 Mitglied im Sozialpolitischen Ausschuss des Sozialverbandes Deutschland (SoVD) Schleswig-Holstein, Landesverband Schleswig-Holstein.

## Einrichtungen
Der SoVD betreibt Erholungszentren und Hotels, die behindertengerecht ausgestattet sind.
Darüber hinaus unterhält der SoVD zwei Berufsbildungswerke für behinderte Menschen in Bremen und Stendal und trägt auf diese Weise dazu bei, dass junge Menschen mit Behinderung eine qualifizierte berufliche Erstausbildung erhalten.
Der SoVD ist zudem Träger einer Werkstatt für behinderte Menschen in Witten.
Bis Ende 2015 war der SoVD-Landesverband Niedersachsen über den Verbund Unabhängige Patientenberatung e. V. (VuP) an der Unabhängigen Patientenberatung Deutschland (UPD) beteiligt und bot Patientenberatungen an.
Seit 1. Januar 2016 ist die UPD Patientenberatung Deutschland gGmbH Träger der Patientenberatung. Die Patientenberatung wird gemäß einer Vereinbarung zwischen dem GKV Spitzenverband und der Sanvartis GmbH durch die UPD Patientenberatung Deutschland gGmbH als Träger geführt.

### meravis
Zum Verband gehörte auch die Tochtergesellschaft meravis („mensch • raum • vision“) Wohnungsbau- und Immobilien GmbH mit Sitz in der Krausenstraße 46 in Hannover. Sie verwaltet 12.375 (2024) Wohnungen und beschäftigt 220 Mitarbeiter. Diese Gesellschaft hieß zuvor Reichsbund-Wohnungsbau-GmbH und davor Gemeinnützige Reichsbund Wohnungsbau- und Siedlungsgesellschaft mbH (Wohnbau). 1987 erwirtschaftete sie einen Gewinn von 8 Millionen DM.
Die Wohnungsbaugesellschaft erfüllt mit der Schaffung von behinderten- und altengerechtem Wohnraum und dem Bau von Wohnungen für kinderreiche Familien sowie Sozialeinrichtungen auch einen sozialen Auftrag.
Im April 2009 übernahm meravis die Beteiligung der Vereinten Dienstleistungsgewerkschaft (ver.di) an der DAWAG (Deutsche Angestellten-Wohnungsbau) mit einem Immobilienbestand von etwa 6.000 Einheiten.

## Mitgliederzeitungen
- SoVD Zeitung – Soziales im Blick (= SoVD-Zeitung)[20]
- SoVD Magazin[21]